# Обилале, Коджови
Коджови Доджи Обилале (фр. Kodjovi Obilalé, род. 8 октября 1984, Ломе, Того) — тоголезский футболист, выступавший на позиции голкипера. Его карьера окончилась в 2010 году после того, как в ходе обстрела автобуса, перевозившего сборную Того, он получил многочисленные тяжёлые травмы.

## Карьера

### Клубная карьера
Обилале начал свою карьеру в молодёжном составе французского клуба «Ньор», а в 2003 году подписал контракт с «Лорьяном». Спустя год игрок переехал в Того, где в течение трёх лет выступал за «Этуаль Филант» из Ломе. В июле 2006 года он вернулся во Францию. После полутора лет игры за «Куэвен», он в 2008 году подписал контракт с клубом «Понтиви».

### Карьера в сборной
Обилале с 2006 года являлся игроком национальной сборной Того. Он стал единственным игроком этой команды на Чемпионате мира 2006 года, который выступал за тоголезский клуб. За сборную команду провёл пять матчей.

## Нападение на сборную Того
8 января 2010 года при пересечении границы Республики Конго и Анголы в провинции Кабинда автобус с национальной футбольной командой Того, направлявшейся на Кубок африканских наций, подвергся пулемётному обстрелу.
Обилале, будучи резервным вратарём команды, стал одним из двух игроков, получивших ранения в ходе теракта. В ряде источников появилась информация о смерти голкипера, однако впоследствии они были опровергнуты.
В марте 2010 года Обилале вернулся в Лорьян, где проходил процесс реабилитации. В июле он рассказал, что испытывает проблемы при хождении и даже не думает о возвращении в футбол в качестве игрока. Восстановлению игрока способствовали ФИФА, Правительство Того и Федерация футбола Франции.